# Spiritopora
Spiritopora is een monotypisch geslacht van mosdiertjes uit de familie van de Diaperoeciidae en de orde Cyclostomatida. De wetenschappelijke naam ervan werd in 2003 voor het eerst geldig gepubliceerd door Taylor en Gordon.

## Soort
- Spiritopora perplexa Taylor & Gordon, 2003